# Dans les champs de bataille
Pour plus de détails, voir Fiche technique et Distribution.
Dans les champs de bataille (Maarek Hob) est un film réalisé par Danielle Arbid en 2004 et sorti en 2005. Il raconte la vie d'une famille pendant la guerre du Liban.
Il est sélectionné à la Quinzaine des réalisateurs au Festival de Cannes 2004 et reçoit le Label Europa Cinemas.

## Synopsis
Dans les champs de bataille retrace la vie d'une famille maronite pendant la guerre du Liban. Le père (Aouni Kawas) conserve le mode de vie qu'il avait avant la guerre (notamment le jeu) et met en péril les finances familiales. Leurs enfants vivent péniblement les allers-retours pour aller se réfugier et attendre la fin des bombardements. La famille conserve par la force une bonne syrienne qui ne rêve que de s'échapper.

## Fiche technique
- Titre original : Maarek Hob
- Réalisation et scénario : Danielle Arbid
- Photographie : Hélène Louvart
- Montage : Nelly Quettier
- Producteur exécutif : Mat Troi Day
- Durée : 90 minutes
- Distribué par Memento Films
- Dates de sortie : 
  - France : 16 mai 2004 (Festival de Cannes 2004), 29 décembre 2004 (sortie nationale)

Le film est une coproduction entre la France, la Belgique, l'Allemagne et le Liban.

## Distribution
- Marianne Feghali : Lina
- Aouni Kawas : Fouad, le père
- Carmen Lebbos : Thérèse, la mère
- Rawia Elchab : Sihab, la bonne
- Laudi Arbid : Yvonne, la grand-mère

## Distinctions

### Récompenses
- Festival de Cannes 2004 : Label Europa Cinemas